# Francesco Comi
Francesco Comi (Bolonia, 1682 - Verona, 1737), conocido como Il Fornaretto o también, más raramente, como Il Muto di Verona, fue un pintor italiano, activo durante el Barroco tardío.

## Datos biográficos
Natural de Bolonia, se formó en el taller de Giovanni Gioseffo Dal Sole. Después marchó a Verona, donde fue ayudante del pintor veneciano Alessandro Marchesini.
Francesco Comi era sordo de nacimiento, sin embargo ello no le impidió destacar como pintor, siendo elogiado por autores como Pozzo u Orlandi. Trabajó en la iglesia de los Camaldulenses en Rocca di Garda.